# Force Majeure (Dezron-Douglas-Album)
Force Majeure ist ein Jazzalbum von Dezron Douglas und Brandee Younger. Die zwischen März und Juni 2020 entstandenen Aufnahmen erschienen am 4. Dezember 2020 auf dem Label International Anthem.

## Hintergrund
Das Album Force Majeure ist das erste Duoalbum des Künstlerpaars Dezron Douglas und Brandee Younger. Es enthält Höhepunkte der während des Lockdowns in Folge der COVID-19-Pandemie in den Vereinigten Staaten live gestreamten Brunch-Sessions der beiden, die zwischen März und Juni 2020 in ihrer Wohnung in Harlem, New York City, gespielt, über Internet übertragen und aufgezeichnet wurden. Die Aufnahmen begannen am selben Tag, als Gouverneur Andrew Cuomo „nicht wesentliche“ Geschäfte im gesamten Bundesstaat New York schließen ließ; daraufhin sendeten Douglas und Younger  in den kommenden Wochen und Monaten eine wöchentliche musikalische Darbietung. Von ihrer Wohnung in Harlem aus sendete das Duo über soziale Medien und veranstaltete Force Majeure: Brunch in the Crib with Brandee & Dezron, einen Live-Stream am Freitagmorgen, in dem sie Songs (u. a. You Make Me Feel Brand New, eine Soul-Nummer der Stylistics) und Jazzstücke wie The Creator Has a Master Plan von Pharoah Sanders und Leon Thomas aufführten und „Hallo“ zu Freunden sagten, die sich einschalteten. Neben ein paar Originalkompositionen des Paars und einigen Scherzen besteht Force Majeure hauptsächlich aus Coverversionen der Musik von John und Alice Coltrane, dem Sesamstraße-Komponisten Joe Raposo, Sting, Kate Bush, Clifton Davis sowie von Thom Bell und Linda Creed. Das einzige Original ist der Titel Toilet Paper Romance, den Douglas und Younger zusammen Monate zuvor für die Jazz Night in der amerikanischen Videoserie Alone Together geschrieben hatten.
Dezron Douglas sagte zu den Beweggründen für die Brunch-Sessions:

„Wir haben uns geschworen, Teil der Pufferfähigkeit dieser Stadt zu werden. Sie können die Arbeit wegnehmen, aber sie können Musiker nicht davon abhalten, kreativ zu sein. Live-Streaming ist nur ein Teil davon. Die ganze Welt hat gesehen, dass Kunst und Unterhaltung ein wesentlicher und wesentlicher Bestandteil dieser „Servicestadt“ ist. Wir, Musiker und Kreative, sind für diese Stadt genauso wichtig wie der MTA [die Verkehrsgesellschaft Metropolitan Transportation Authority].“

## Titelliste

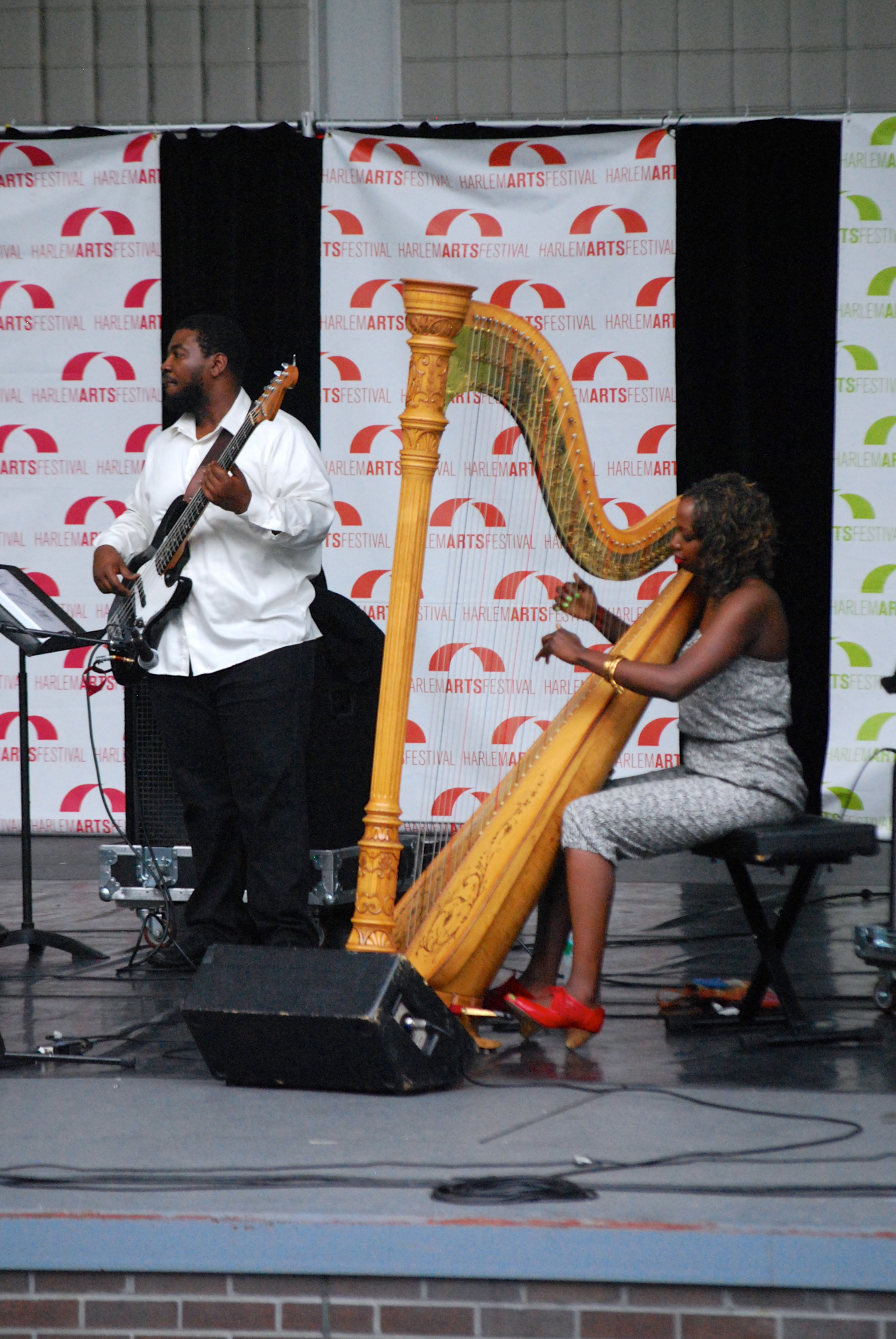
Brandee Younger (rechts, mit Dezron Douglas auf dem Harlem Arts Festival 2013)

- Dezron Douglas & Brandee Younger: Force Majeure (International Anthem)
  1. Coffee (intro)
  2. Gospel Trane (Alice Coltrane)
  3. Equinox (John Coltrane)
  4. The Creator Has a Master Plan (Pharoah Sanders / Leon Thomas)
  5. Sing (Joe Raposo)
  6. You Make Me Feel Brand New (Thom Bell / Linda Creed)
  7. We’ll Be Right Black
  8. Never Can Say Goodbye (Clifton Davis)
  9. This Woman’s Work (Kate Bush)
  10. Nothing Stupid
  11. Inshallah (Sting)
  12. Wise One (John Coltrane)
  13. Force Majeure
  14. Toilet Paper Romance (Brandee Younger / Dezron Douglas)
  15. Flatten the Curve (outro)
- Die Musik wurde arrangiert von Brandee Younger und Dezron Douglas; außer Inshallah, das von Dezron Douglas arrangiert wurde.

## Rezeption
Hank Shteamer merkte im Rolling Stone an, das Album – dessen Titel sich auf die oft in Verträgen enthaltene Klausel „Akt Gottes“ bezog, was in diesem Jahr eine neue Bedeutung erhielt – strahlte häusliche Wärme aus, was in  ihrer zurückhaltenden, aber zutiefst bewegenden Versionen von You Make Me Feel Brand New, The Creator Has a Master Plan” und Kate Bushs This Woman’s Work“.
Chris DeVille (Stereogum) ging auf die Coverversion von The Creator Has a Master Plan ein; seiner Ansicht nach habe der Song aufgrund seiner Eigenart eine sparsame, zarte Intimität, die sich deutlich vom ausgearbeiteten Jazz-Sound von Douglas’ jüngster Solo-Single Cobra unterscheide.
Nate Chinen und Greg Bryant schrieben in WBGO, das Duoalbum sei „ein Porträt von Pufferfähigkeit, Solidarität und Beruhigung. Dies ist das Album, von dem wir nicht wussten, dass wir es brauchen.“ Die warme Resonanz ihrer Mischung aus Bass und Harfe stärke die heilende Kraft der Songauswahl bei höherer Gewalt – bekannte Kost wie Sing aus der Sesamstraße, der Jackson-Five-Hit Never Can Say Goodbye und The Creator Has a Master Plan von Pharoah Sanders und Leon Thomas.
John Lewis schrieb im Guardian, Harfe und Kontrabass seien großartige Klangpartner: Sie verstärkten sich gegenseitig durch gemeinsame Resonanz, und Douglas’ schlangenlinienförmige, geschäftige Basslinien klängen oft wie Erweiterungen von Youngers Harfe. Dies sei ein entzückendes Kammermusikstück, so der Autor. Modal-Jazz-Klassiker von Pharoah Sanders und den Coltranes würden auf himmlische, harmonisch reichhaltige Lesarten von Soul-Standards wie You Make Me Feel Brand New und Never Can Say Goodbye treffen, wobei sich Younger von modalen Schnörkeln zu den chromatischeren, bop-beeinflussten Improvisationen von Dorothy Ashby hin bewege.
Nach Ansicht von John Morrison (Bandcamp Daily) ist der Jazz von Natur aus eine öffentliche, soziale Musik. Das in Harlem ansässige Harfen- und Bassduo Brandee Younger und Dezron Douglas wurde durch Covid-19 und die damit verbundene Sperrung des öffentlichen Raums aufgefordert, einen Weg zu finden, um weiterhin als Instrumentalisten mit dem Publikum und untereinander in Kontakt zu treten. In Alice Coltranes eindringlichem Gospel Trane sei Douglas’ Ton rund, voll und warm. Youngers Harfe klinge manchmal verträumt und melodisch, aber auch swingend und perkussiv, ähnlich wie Coltranes Piano auf der Originalaufnahme [von 1968]. Youngers und Douglas’ Interpretationen beliebter Klassiker wie Never Can Say Goodbye, You Make Me Feel Brand New und The Creator Has a Master Plan seien prächtig und voller tiefer Emotionen. „Younger und Douglas, die von der Welt getrennt sind und ihre Gaben in ihre Instrumente einfließen lassen, bringen den Kern des Jazz auf den Punkt und schaffen unter nicht idealen Umständen eine Verbindung“, so das Resümeée des Autors.